# Баклуши (Новосибирская область)
Баклуши — село в Доволенском районе Новосибирской области России. Административный центр Баклушевского сельсовета.

## География
Площадь села — 212 гектар

## История
Основано в 1824 году. В 1928 года состояло из 634 хозяйств, основное население — украинцы. Центр Баклушевского сельсовета Баклушевского района Барабинского округа Сибирского края.

## Население
| 1926 | 2002  | 2007 | 2010 |
| ---- | ----- | ---- | ---- |
| 3290 | ↘1044 | ↘884 | ↘794 |

## Инфраструктура
В селе по данным на 2007 год функционируют 1 учреждение здравоохранения, 2 образовательных учреждения.